# Epidendrum flexuosum
Epidendrum flexuosum, um Epidendrum com haste de junco comum em altitudes médias na América Central, é uma espécie de orquídea comumente chamada Epidendrumimatophyllum. Cresce exposto à luz solar intensa no dossel da floresta, particularmente sobre espécies de goiaba. E. flexuosum tem flores de lavanda não resupinadas em um racemo congestionado no final de um longo pedúnculo.
Na natureza, Epidendrum flexuosum cresce naturalmente junto a ninhos de formigas, e às vezes abelhas ou vespas, que as protegem de predadores. É raro que ela cresça sem as formigas, um fenômeno também encontrado em outros gêneros, como Caularthron, Coryanthes e Sievekingia.

## Descrição
Epidendro flexuosum foi colocado no subgênero E. subg. Amphiglottium e compartilha as características desse subgênero: apresenta hábito de crescimento simpodial com caules delgados, não inchados, cobertos por bainhas dísticas fechadas e foliáceas nas partes superiores do caule; a inflorescência é terminal e recoberta desde a base por bainhas dísticas; e o labelo é adnado à coluna até seu ápice. As folhas liguladas têm um pequeno entalhe na extremidade obtusa. O caule, incluindo o pedúnculo, é achatado. Como é típico do grupo Schistochila, a inflorescência é um racemo, e o labelo é lacerado. As flores lilás não são resupinadas. A sépala dorsal é lanceolada e recurvada, as sépalas laterais são falcadas e as pétalas são rômbicas com margens levemente franjadas a irregulares. Como é típico da subseção E. subsect. Carinata, o labelo é trilobado e possui uma quilha, ou carina, descendo pelo centro. No caso de E. flexuosum o lábio é quase oval: Dodson & Bennett 1989 usam a frase "lábio obscuramente 3 lóbulos". A coluna é ligeiramente em forma de s.
O número cromossômico de um indivíduo coletado em Mamirauá, Brasil, foi determinado como 2n=28

## Sinonímia
Lista de sinônimos:
- E. buenavistae Kraenzl. (1908)
- E. imantophyllum Lindl. (1831)
- E. imatophyllum Hooker ex. Lindl (1831) [10]
- E. imetrophylum Paxton (1837)
- E. lorifolium Schltr. (1922)
- E. palpigerum Rchb.f. (1879)

## Distribuição
A espécie é encontrada nos estados brasileiros de Acre, Alagoas, Amazonas, Amapá, Bahia, Espírito Santo, Goiás, Maranhão, Minas Gerais, Mato Grosso do Sul, Mato Grosso, Pará, Paraíba, Pernambuco, Rio de Janeiro, Rio Grande do Norte, Rondônia, Roraima e Tocantins. A espécie é encontrada nos  domínios fitogeográficos de Floresta Amazônica, Cerrado e Mata Atlântica, em regiões com vegetação de cerrado, mata ciliar, mata de igapó, floresta de terra firme, floresta de inundação, floresta estacional semidecidual e floresta ombrófila pluvial.